# Харгис, Джон
Джон Лоусон Харгис (англ. John Lawson Hargis; род. 3 июля 1975) — американский пловец, олимпийский чемпион.
Родился в 1975 году в Клинтоне (штат Арканзас). С юных лет стал заниматься плаванием в Литл-Роке в клубе «Arkansas Dolphins» под руководством тренера Пола Блэра, специализировался в баттерфляе и плавании на спине, его любимыми дистанциями стали 100 м и 200 м. По окончании школы поступил в Обернский университет (штат Алабама), где продолжил занятия плаванием.
Джон Харгис 12 раз выигрывал чемпионат США среди колледжей и три раза был чемпионом Юго-Восточной конференции на дистанции 100 м баттерфляем. В 1996 году, в возрасте 21 года, он попал на отборочные соревнования на Олимпийские игры, и вошёл в состав сборной США. На Олимпиаде в Атланте на дистанции 100 м баттерфляем во время предварительных заплывов он показал время 54,06 сек, и в результате попал в B-Final, но там показал лишь 54,29 сек. Также на этой Олимпиаде он принял участие в соревнованиях по эстафете 4×100 м комплексным плаванием; хоть он и не участвовал в финале, но в предварительных заплывах показал время 53,34 сек на дистанции 100 м баттерфляем, и в итоге получил золотую медаль в эстафете в составе команды.
В 1998 году Джон Харгис был капитаном сборной США по плаванию на чемпионате мира по водным вида спорта.
В 2001 году Джон Харгис был включён в Зал славы плавания штата Арканзас.
По окончании университета Джон Харгис стал работать тренером, преподавал в различных университетах, а в 2006—2008 году был тренером своего родного клуба «Arkansas Dolphins». С июня 2008 по июнь 2013 работал тренером в Университете штата Пенсильвания, а с июня 2013 года стал тренером в своей альма-матер — Обернском университете.